# Sky Regional Airlines
Sky Regional Airlines fue una aerolínea con base en el Aeropuerto Toronto City Centre en Toronto, Ontario, Canadá. Junto con Skyservice Business Aviation, operaba bajo el nombre de marca Air Canada Express desde el 1 de mayo de 2011. La aerolínea ofrecía quince vuelos diarios entre Toronto y Montreal para competir con los quince vuelos diarios de Porter Airlines.

## Flota Histórica
La aerolínea durante su existencia operó las siguientes aeronaves:
Los Bombardier Q400 fueron adquiridos y alquilados de Lynx Aviation de Denver por Air Canada en 2010. Los aviones fueron entregados a Sky Regional entre noviembre de 2010 y comienzos de 2011.

## Destinos

### Canadá
- Ontario
  - Toronto (Aeropuerto Toronto City Centre) Hub
- Quebec
  - Montreal (Aeropuerto Internacional Pierre Elliott Trudeau)

### Estados Unidos
- Nueva York (Aeropuerto La Guardia)